# Dardust
Dardust, pseudonimo di Dario Faini (Ascoli Piceno, 17 marzo 1976), è un pianista, compositore, produttore discografico e musicista italiano.

## Biografia

### Inizi e gli Elettrodust
All'età di nove anni Faini iniziò lo studio del pianoforte classico presso l'Istituto musicale "Gaspare Spontini" di Ascoli Piceno. In contemporanea, manifesta un interesse musicale che spazia dalla musica pop, iniziando a scrivere i primi pezzi, a quella elettronica europea. L'esperienza in questo campo si consolidò agli inizi del 2000 con l'incisione del primo disco promozionale elettronico da solista attraverso lo pseudonimo Dario Dust.
Nel gennaio 2000 Dario Dust formò gli Elettrodust, composto anche dai chitarristi Cristian Regnicoli e Corrado De Paoli, dal bassista Fabrizio Panichi e dal batterista Daniele Di Pietro. Dopo un cambio di formazione che ha visto l'abbandono di Panichi e il passaggio di De Paoli al basso, il gruppo debuttò al Rock Targato Italia, vincendolo, per poi prendere parte nello stesso anno al Festival Italiano del rock emergente Sotterranea, trionfando nelle categorie miglior gruppo e migliore abilità tecnica, oltre a miglior cantante e tastierista per Dario Dust. Nel 2001 uscì l'omonimo EP, composto da cinque brani, promosso attraverso vari concerti in cui figurarono come gruppo d'apertura per artisti come Elisa, Quintorigo e Afterhours; nel gennaio dell'anno seguente aprirono inoltre le due date italiane di Jimmy Somerville tenute a Pescara e Perugia.
Nel 2003 gli Elettrodust iniziarono la produzione del primo progetto discografico in italiano sotto la supervisione del produttore Marco Forni, distribuendo nello stesso anno il singolo Blu con la Sony Music; nello stesso anno aprirono i concerti di Vasco Rossi, Planet Funk, Morgan, Afterhours e Linea 77 e poco tempo dopo De Paoli abbandonò la formazione, divenuta un terzetto. Nell'estate 2004 intrapresero una breve tournée atta a promuovere il materiale per il primo album in studio My Personal Rave, mentre nel settembre seguente Regnicoli lasciò il gruppo e fu sostituito dal DJ producer Loris Camerini, rendendo gli Elettrodust un gruppo più improntato sull'elettronica piuttosto che al rock. In quello stesso anno fu pubblicato il singolo Nanana, il quale è stato remixato dal DJ Mario Fargetta e nel 2005 ulteriormente rivisitato in chiave house come The Right Crash per il mercato europeo. Il 2005 segnò inoltre il passaggio degli Elettrodust da gruppo musicale a progetto puramente elettronico, complice anche l'abbandono di Di Pietro, che fu rimpiazzato nel 2006 dal DJ Mauro Zucchetti; un'ultima pubblicazione, Loops Can Kill, fu distribuita nel 2006.

### Attività di autore
Nel 2006 Dario Dust firmò un contratto come autore con la Universal Music Publishing che gli permetterà negli anni di collaborare alla scrittura ed alla composizione di brani per vari artisti del panorama musicale italiano. La prima collaborazione arrivò nel 2007, scrivendo assieme a Irene Grandi il brano Le tue parole, interpretato dalla stessa; in tale anno curò anche la colonna sonora del cortometraggio Dress!, vincitore di vari premi nei festival italiani ed europei e in concorso ai David di Donatello.
Nel 2010 scrisse e compose con Antonio Galbiati Il mondo in un secondo per Alessandra Amoroso (contenuto nell'omonimo album) e con Roberto Casalino la musica del singolo Con le nuvole per Emma, mentre l'anno seguente rinnovò la collaborazione con Galbiati per la realizzazione di Nelle mie favole per Diana Del Bufalo e prese parte alla stesura della colonna sonora del film La patente di Alessandro Palazzi. Nel 2012 collaborò con Francesco Renga e Diego Mancino alla realizzazione dei brani La tua bellezza (presentato al Festival di Sanremo) e Senza sorridere, entrambi inseriti nella raccolta Fermoimmagine dello stesso Renga. Nel 2013 collaborò con Annalisa alla stesura di alcuni brani per il suo album Non so ballare, tra cui i singoli Scintille e Alice e il blu, e con Chiara Galiazzo i brani Vieni con me e Qualcosa da fare, entrambi tratti dal primo album Un posto nel mondo della cantante; nello stesso periodo coscrisse due canzoni contenute nell'album Schiena di Emma, In ogni angolo di me e Se rinasci, oltre al singolo Non me ne accorgo di Marco Mengoni, presente in Pronto a correre.
Nel 2014 partecipa al Festival di Sanremo 2014 come autore dei brani Un uomo è un albero di Noemi, Ti porto a cena con me di Giusy Ferreri, Il cielo è vuoto di Cristiano De André; inoltre co-scrive i singoli Ricomincio da me dei Dear Jack e Sempre sarai di Moreno.

### Carriera solista

#### 7(2014-2015)

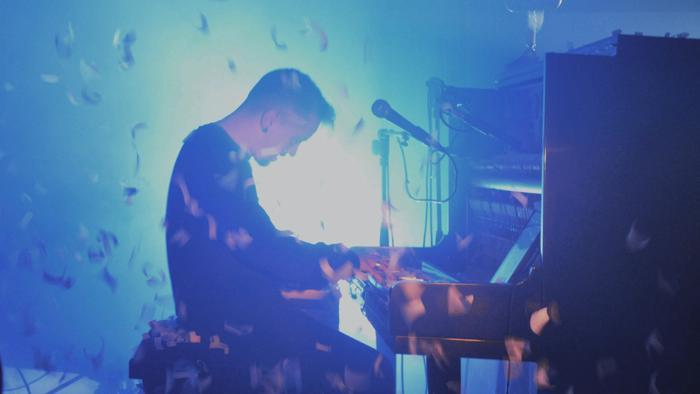
Dardust in concerto ad Ascoli Piceno nel 2015

Nel 2014 Faini ha modificato il proprio pseudonimo da Dario Dust a Dardust, con l'obiettivo di creare musica che unisce sonorità classiche con quelle elettroniche ispirandosi al genere pop classic degli anni ottanta, in particolar modo ai Rondò Veneziano. Il nome scelto è un omaggio al personaggio Ziggy Stardust di David Bowie e un tributo al duo Dust Brothers, divenuto celebre con il nome The Chemical Brothers.
La prima pubblicazione sotto il nome Dardust è l'album di debutto 7, uscito il 2 marzo 2015 attraverso la INRI e che rappresenta il primo di una trilogia volta a percorrere l'asse geografico Berlino, Reykjavík e Londra, le tre città ispiratrici dell'immaginario musicale dell'artista. Il concept album ruota attorno al numero sette: infatti in esso sono presenti sette brani, registrati in sette giorni e prodotti in sette mesi. Per la sua promozione sono stati pubblicati i singoli Sunset on M. e Invisibile ai tuoi occhi, usciti tra febbraio e marzo 2015, i cui videoclip risultano collegati tra loro e rappresentano un omaggio al film L'uomo che cadde sulla Terra di Nicolas Roeg. Dal punto di vista dei concerti, il disco ha fatto il suo debutto attraverso tre showcase sold-out tenuti alla Miniera delle arti di Ascoli Piceno, in seguito immortalati nel film concerto 7 diretto da Alessandro Marconi. Ulteriori concerti si sono tenuti sempre nel 2015, tra cui due eventi speciali al Monk Club di Roma e al Teatro Franco Parenti di Milano. Durante l'estate è uscito l'EP 7 Remixed, contenente alcuni dei brani dell'album originale rivisitati dai produttori Populous, Aquadrop, Lele Sacchi, Inesha e Machweo. A seguito del lancio di 7, Dardust è stato candidato agli MTV Awards 2015 nella categoria Best New Generation e agli MTV Digital Days nella categoria Best Generation Electro.
Il 2015 ha rappresentato inoltre l'anno del successo in qualità di autore. Dardust infatti ha collaborato alla stesura di diversi singoli che hanno ottenuto un buon successo in ambito nazionale, come Magnifico di Fedez, Io ti aspetto di Marco Mengoni, Occhi profondi di Emma e Luca lo stesso di Luca Carboni. Tale successo si è ripetuto l'anno seguente con il successo dei singoli Luce che entra di Lorenzo Fragola, Il paradiso non esiste di Emma, Noi siamo infinito di Alessio Bernabei, Sul ciglio senza far rumore di Alessandra Amoroso e Assenzio di J-Ax e Fedez.

#### Birthe collaborazioni (2016-2019)
Il 18 marzo 2016 è stato pubblicato il secondo album Birth, promosso dai singoli The Wolf e l'omonimo Birth. Il disco è stato registrato presso i Sundlaugin Studio di Reykjavík di proprietà dei Sigur Rós e rappresenta un ulteriore sviluppo delle sonorità sperimentate in 7, con la prima parte dei brani incentrati su melodie più neoclassiche e la seconda focalizzata su quelle più elettroniche. Per la sua promozione Dardust ha intrapreso il Birth Tour, partito al Teatro Ventidio Basso di Ascoli Piceno e terminato nel dicembre 2017 con una serie di concerti "Gran Finale".
Il 2017 è inoltre l'anno della consacrazione come autore: firma infatti le hit estive Riccione dei Thegiornalisti e Pamplona di Fabri Fibra e nello stesso anno partecipa alla realizzazione del brano Pezzo di me di Levante e Partiti adesso di Giusy Ferreri. L'anno seguente ha prodotto l'album Love dei Thegiornalisti, oltre ad aver scritto i singoli La stessa di Alessandra Amoroso, Dall'alba al tramonto di Ermal Meta, Se piovesse il tuo nome di Elisa e Vulcano di Francesca Michielin.
Il 2018 ha segnato l'inizio della collaborazione con Mahmood, con il quale ha scritto i brani Nero Bali per Elodie, Michele Bravi e Guè e Rivoluzione per Marco Mengoni. Nell'estate di quell'anno hanno dato vita a Soldi, successivamente presentato da Mahmood stesso al Festival di Sanremo 2019, dove è risultato vincitore nella serata conclusiva; il brano ha ottenuto particolare successo anche all'Eurovision Song Contest 2019, classificandosi secondo. La collaborazione con Mahmood si è rinnovata con la pubblicazione del singolo Calipso, prodotto da Dardust con Charlie Charles e che ha visto anche la partecipazione vocale dei rapper Sfera Ebbasta e Fabri Fibra, oltre che dai singoli Barrio, e Rapide, usciti tra agosto 2019 e gennaio 2020. Nello stesso anno collabora con Jovanotti nel brano Nuova era, estratto come singolo.

#### S.A.D. Storm and Drugs(2020-2021)
Il 17 gennaio 2020 Dardust ha pubblicato l'album S.A.D. Storm and Drugs, ultimo capitolo della trilogia di dischi iniziata cinque anni prima con 7. Il mese seguente ha partecipato al Festival di Sanremo nella serata dedicata ai brani che hanno fatto la storia della competizione canora, accompagnando al piano Rancore e La Rappresentante di Lista nella cover di Luce (tramonti a nord est); è autore e produttore di due canzoni in gara: Eden del già citato Rancore, che si aggiudica il premio "Sergio Bardotti" per il miglior testo, e Andromeda di Elodie. Il 15 luglio è stato pubblicato il singolo Defuera, che ha visto la partecipazione vocale di Ghali, Madame e Marracash. Il brano rappresenta inoltre il primo inciso sotto lo pseudonimo DRD, scelto dall'artista per rispecchiare le produzioni più pop e dirette.
Ha partecipato come autore e produttore al Festival di Sanremo 2021 in cinque brani: La genesi del tuo colore di Irama, Voce di Madame, Amare de La Rappresentante di Lista, Glicine di Noemi e Quando trovo te di Francesco Renga. Inoltre ha anche prodotto i medley di Elodie e di Mahmood (ospiti rispettivamente nella seconda e nella quarta serata) ed ha partecipato come ospite nella serata finale.

#### Duality(2022-2024)

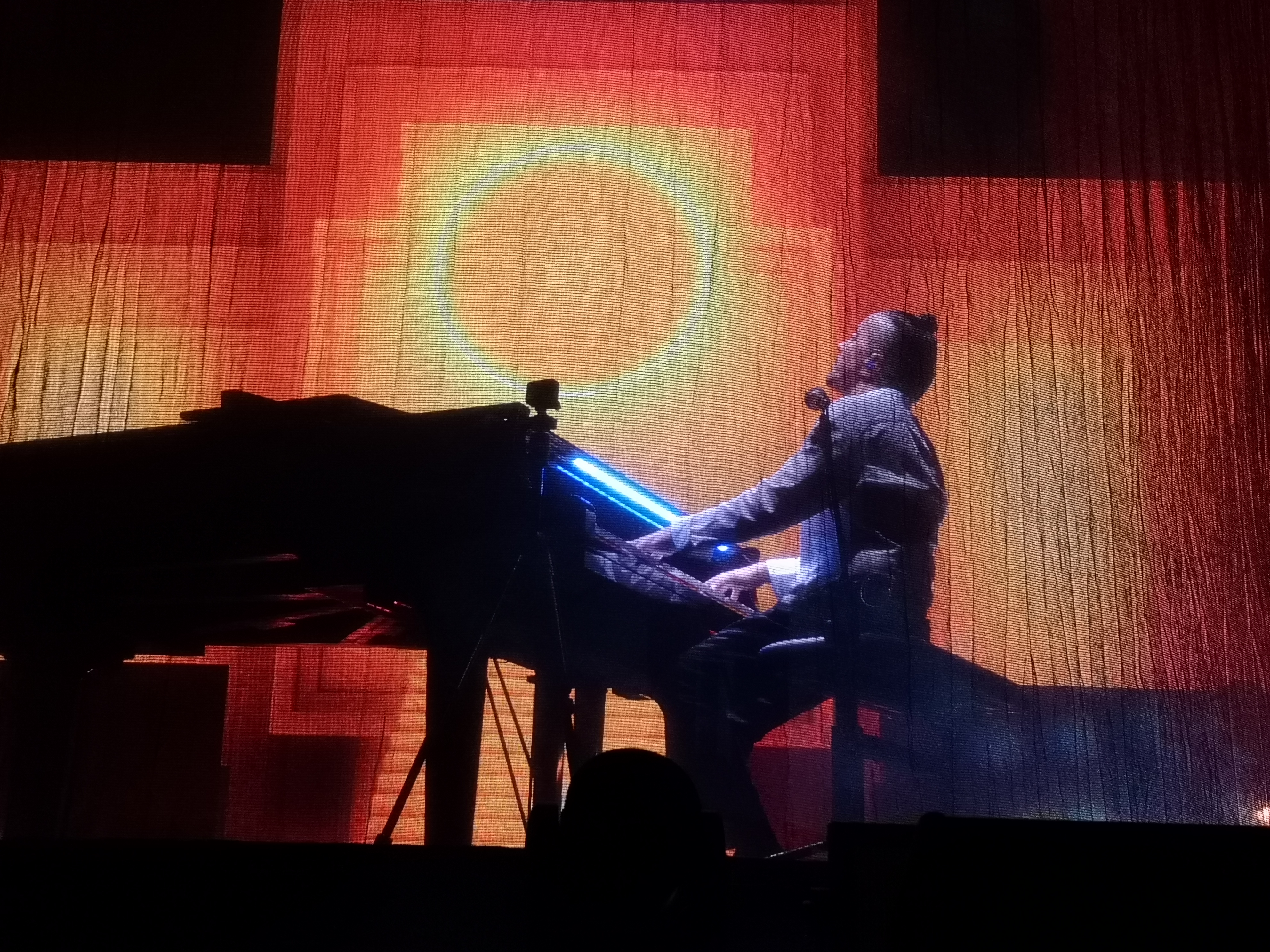
Dardust in concerto all'Auditorium di Milano, tappa del Duality Tour

Nel 2022 Dardust ha intrapreso una campagna promozionale atta a lanciare il suo quarto album di inediti, culminata con l'uscita di una serie di quattro EP, tutti composti da due tracce: 001 Coordinate, 002 Hymns, 003 Horizons e 004 Fluidity. Tali pubblicazioni hanno rappresentato una novità per l'artista, in quanto le sonorità elettroniche e quelle acustiche risultano distinte e non più amalgamate tra loro. Tra i brani presentati in anteprima vi è anche Horizon in Your Eyes, che ha fatto il suo debutto dal vivo in occasione della partecipazione di Dardust all'Eurovision Song Contest 2022 in qualità di ospite d'eccezione. L'album, intitolato Duality, è stato distribuito il 28 ottobre dello stesso anno ed è un doppio disco contenente brani elettronici nel primo e altri puramente eseguiti con il solo ausilio del pianoforte nel secondo.
Nel mese di agosto è stato il maestro concertatore della Notte della Taranta a Melpignano, tenendo un'esibizione di oltre tre ore in cui ha alternato la musica tradizionale a quella più moderna ed elettronica, Tra dicembre 2022 e gennaio 2023 ha accompagnato Elisa durante la tournée An Intimate Night svolta nei principali teatri italiani, mentre tra marzo e aprile ha intrapreso il Duality Tour, esibendosi in Italia e in alcune località dell'Europa. Nel 2023 è produttore e arrangiatore della raccolta di Elisa Intimate - Recording at Abbey Road Studios ed è musicista in An Intimate Christmas, un doppio spettacolo presso il Mediolanum Forum di Milano, successivamente trasmesso in prima serata su Canale 5 con il titolo Elisa Buon Natale anche a te alla Vigilia di Natale 2023.

#### Urban Impressionism(2024-presente)
L'8 novembre 2024 pubblica il quinto album in studio Urban Impressionism.

### Altre attività
Oltre al campo musicale, Faini ha partecipato ad alcune attività teatrali. Nel 2007 debuttò nel musical Actor Dei con la regia di Giulio Costa, nel ruolo dell'Alto Prelato. Dal 2009 al 2010 entrò a far parte del cast del musical La Bella e la Bestia. Torna poi in teatro nel musical Sweeney Todd interpretando l'ufficiale Beadle Bamford.
Nel 2009 discusse la tesi Humour ed ascolto musicale in conclusione del corso di laurea alla facoltà di Psicologia dell'Università degli Studi di Roma "La Sapienza".

## Discografia

### Da solista
- 2015 – 7
- 2016 – Birth
- 2020 – S.A.D. Storm and Drugs
- 2022 – Duality
- 2024 – Urban Impressionism

### Con gli Elettrodust
- 2001 – Elettrodust (EP)
- 2004 – My Personal Rave

### Con i Ki-Mono
- 2007 – Loops Can Kill

## Tournée

### Come artista principale
- 2015 – 7 Tour
- 2016 – Birth Tour
- 2017 – The New Loud Tour
- 2017 – Gran finale 2017
- 2019 – Lost in Space - Piano Solo
- 2020 – Storm and Drugs Live
- 2020 – Lost in Space - Piano Solo
- 2022 – Dardust Secret Gig (Piano Solo)
- 2023/24 – Duality Tour
- 2025 – Urban Impressionism Tour

### Come artista di supporto
- 2022/23 – An Intimate Night, con Elisa
- 2023 – An Intimate Arena, con Elisa
- 2023 – An Intimate Christmas, con Elisa

## Programmi televisivi
- Elisa Buon Natale anche a te (Canale 5, 2023) - musicista e arrangiatore

## Teatrografia
- Actor Dei di Giulio Costa, regia di Giulio Costa. Tour in Italia (2007)
- La bella e la bestia di Alan Menken, Howard Ashman e Tim Rice, regia di Glenn Casale. Teatro Nazionale di Milano (2009-2010)
- Sweeney Todd – Il diabolico barbiere di Fleet Street di Stephen Sondheim e Hugh Wheeler, regia di Dino Scuderi e Marco Simeoli. Teatro Sala Uno di Roma (2011)

## Riconoscimenti
- Rockol Awards
  - 2021 – Premio NuovoImaie[28]
- SIAE Music Awards
  - 2024 – Miglior canzone streaming per Cenere[29]
  - 2024 – Candidatura alla miglior canzone social per Cenere
  - 2024 – Candidatura per la miglior canzone radio per Cenere